# Seymour Lubetzky
Seymour Lubetzky (28 de abril de 1898 - 5 de abril de 2003) fue un bibliotecario estadounidense de origen ruso. Principal teórico de la catalogación de la segunda mitad del siglo XX.

## Biografía
Seymour Lubetzky nació en Zelwa, bajo el Imperio Ruso, en la actual Bielorrusia. Emigró a Chicago (EE. UU.) en 1927, pero pronto se trasladó a Los Ángeles, donde estudió en la Universidad de California en Berkeley obteniendo una maestría en lenguas y literatura en 1932, además del certificado de profesor y bibliotecario. En 1943, comienza a trabajar en la Biblioteca del Congreso como catalogador, lo que le daría un amplio conocimiento en los distintos códigos de catalogación existentes.
En 1960 abandona la Biblioteca del Congreso para trasladarse de nuevo a la Universidad de Berkeley (UCLA) con el fin de crear la Escuela de Biblioteconomía, más tarde denominada Escuela de Biblioteconomía e Información. Se jubila en 1967.
Seymour Lubetzky fue premiado con la Medalla Melvil Dewey en 1977, y en 2002, la American Library Association le concedió su máxima distinción honoraria. En 1998, la UCLA organiza un simposium motivado por su centenario, y del que se publicó la obra Future of Cataloging: The Lubetzky Symposium.
Muere en Los Ángeles a los 104 años.

## Bases de la catalogación moderna
Durante la Segunda Guerra Mundial, y durante la Guerra Fría, las necesidades de información y documentación fueron tema de especial interés para las autoridades norteamericanas. Como se había introducido la mecanización en los entornos documentales tales como bibliotecas o archivos, las tareas tales como la catalogación, indización y clasificación también cambiaron. Por ello, la American Library Association (ALA) invitó én 1951 a numerosos bibliotecarios prestigiosos para realizar un estudio crítico de los códigos de catalogación existentes hasta la fecha. Allí Lubetzky dilucida los principios comunes que deben regir las reglas de catalogación, dándolos a conocer en 1953 en el informe Cataloging rules and principles, en donde rechaza los códigos complejos y cargados de innumerables casos, fundamentando la catalogación sobre principios o condiciones, no sobre casos.
Seymour Lubetzky enfoca cuáles son los objetivos que esa descripción debe servir, y de esa forma establecer qué hay que incluir y que no. Considera que el catálogo no puede ser una mera recopilación de registros, sino un instrumento diseñado de manera sistemática en el que los registros deber estar integrados como partes de un todo. Lubetzky establece la dicotomía libro/obra y la necesidad de atender ambos aspectos; una publicación no es una entidad aislada, sino una entidad dentro de un marco con relación con otras entidades, especialmente con aquellas con las que comparte su contenido intelectual.
Este documento planea por las mesas de los directores de las grandes bibliotecas y por los despachos de los distintas instituciones documentales y culturales. En 1957, envía sus conclusiones a la ALA y la IFLA acoge con satisfacción sus propuestas. En 1958 publica Código de reglas de catalogación: entradas bibliográficas y descripción, y en 1960 publica la segunda parte Código de reglas de catalogación: encabezamientos por autor y título, donde postula una drástica reducción de reglas que producen aceptaciones y rechazos a partes iguales en la comunidad bibliotecaria. Estas reglas daría paso del espíritu formalista al funcionalista.
En 1961 es invitado a participar en la Conferencia Internacional de París, encuentro organizado con el objetivo de consensuar los principios catalográficos en que han de basarse los bibliotecarios a la hora de desarrollar sus catálogos y, sobre todo, sus encabezamientos de materia. Los postulados de Seymour Lubetzky fueron acogidos con satisfacción y sirvieron de guía en la revisión de códigos europeos, americanos y hasta japoneses. En la Declaración de Principios Catalográficos resultantes de esta reunión, rezuma la influencia de las tesis de autores como Anthony Panizzi, Charles Ammi Cutter y el bibliotecario indio Ranganathan.
Seymour Lubetzky recibe en encargo de dirigir las nuevas directrices de las Reglas de Catalogación Angloamericanas, pero dimite en 1962 por discrepancias en los planteamientos teóricos y es sustituido como director-editor por Summer Spalding.